# Tribus de Koçgiri
Les tribus de Koçgiri sont un ensemble de tribus kurdes de confession alévie vivant dans la région du Koçgiri, à savoir dans les provinces de l’est de Sivas (Zara, Imranli, Divriği) et de l’ouest d’Erzincan (Refahiye, Kemah, Iliç). 
Ces tribus sont connues pour s’être rebellées contre l’autorité de Mustafa Kemal en 1920-1921 lors de la Révolte de Koçgiri.

## Description
Cet ensemble de tribus se caractérise par sa confession exclusivement alévie.
Au niveau ethnique, la très grande majorité de ces tribus sont kurdes, même s'il se peut que certaines tribus ait eu des membres turkmènes alévis. Ces derniers restant très minoritaires.
Linguistiquement, le kurmancî reste la langue parlée par ces tribus, bien que quelques villages furent locuteurs de la variante zazaki du kurde. Le kurmancî de la région est très proche, voir similaire, à celui parlé dans la région de Tunceli (Dersim).
Voici une liste incomplète des tribus de Koçgiri (sous leurs noms kurdes):
- Mıstikîyan
- Îbikîyan
- Balikîyan
- Sarîyan
- Sefikîyan
- Xelîlan
- Şadiyan
- Gernîyan
- Pevruzîyan
- Qanxancîyan
- Reşikîyan
- Laçikîyan
- Îvaskîyan/Yêvazkîyan

## Historique
Les tribus de Koçgiri ont probablement migré de la région de Dersim au cours des derniers siècles. Cela explique leurs similitudes culturelles, linguistique avec les dersimis, situé à environ cent kilomètres plus au sud et à l’est. La région du Koçgiri est d’ailleurs considérée par certains comme faisant partie de la  grande région de Dersim. 
Hızır (Royê Xızır) (Jour de Hizir), Muharrem (Rojiya Muxarem) (Jour de Muharrem), Nevruz (Heftmal-Hawtmal) (Jour de l'an) et Gağant (Kalê Gağanê) sont les jours importants des tribus.
En mars 1921, commence la rébellion de Koçgiri à Sivas dirigée par les chefs de tribu Aliser et Haydar Bey. Cette rébellion prend fin rapidement le 11 avril 1921 avec l'appui du gouvernement Turc notamment de Topal Osman et Nurettin Paşa. Selon les débats parlementaires, on estime que 180 à 210 villages ont été détruits avec leurs habitants (voir Révolte de Koçgiri).